# Четници
Под термином четници (од речи чета, четовање) до краја 19. века су се подразумевали герилски борци сврстани у мале борбене јединице — чете. У српским песмама често се за хајдуке и ускоке користи термин четник. Од краја 19. века за припаднике добровољачких српских формација које су настале крајем 19. века и које су организовале и помагале власти у Србији у циљу слабљења турске моћи на Балкану везује се назив четник. Паралелно с термином четник, до Првог балканског рата фигурира и израз комита као термин за припадника револуционарног-четничког комитета. Израз „комита“ је примљен од припадника Унутрашње македонске револуционарне организације и од чланова српске четничке организације, док су се грчки револуционари-герилци називали андартима.
У Другом светском рату назив четници се односи и на остатке војске Краљевине Југославије које је реорганизовао Драгољуб Михаиловић, а чије је званично име било Југословенска војска у отаџбини, као и за борце Косте Пећанца.

## Порекло
На Балкану су четничку акцију први отпочели Бугари. Године 1893, и 1894. у Солуну основана је Унутрашња македонска револуционарна организација (ВМРО) с циљем да оружаном герилском руком обезбеди Бугарској присаједињење Македоније и Тракије. Грчки четници, андарти, деловали су у спорним словенско-грчким областима против чета бугарских организација од 1902. 
Српски четници или комите су првобитно, од 1903. своје акције усмеравали на заштиту Срба у Османском царству од терора муслиманских банди и чета ВМРОа.
На почетку Балканских ратова постојало је 110 бугарских (ВМРО), 108 грчких, 30 српских и 5 влашких одреда. Они су подржавали своје стране у турској позадини у Првом балканском рату.

## Комитске борбе у Македонији
Од укидања Пећке патријаршије сви православци су били подређени Цариградској патријаршији која је заступала грчке интересе, негирајући постојање других нација под својом управом, што у великој мери изазива револт балканских Словена, у првом реду Срба и Бугара. Године 1872, бугарска црква добија самосталност и почиње са оснивањем школа, црквених општина и библиотека. Они који нису хтели да прихвате ова настојања, остајали су под управом цариградске патријаршије. Србија 1885. године почиње са просветном и културном акцијом, у исто време тражећи да се постављају српске владике у крајевима где су Срби већина. Томе су се Грци жестоко противили. За то време, Бугари, пошто су имали националну цркву која је оснивала школе, остварују свој утицај, нарочито у градовима.
Да би појачали свој утицај Бугари се одлучују на оружану акцију. Почињу да шаљу чете у Македонију и Стару Србију и дижу буну у области Струме. Припадници ових чета касније се називају комитама. Једна група оснива организацију ВМРО са циљем да се избори за аутономију Македоније. Читаву територију деле на рејоне којима су на чело постављали војводе. Људство је организовано по десетинама на тај начин да ниједан комита није знао имена осталих девет. У почетку у ову организацију улазе и многи Срби чији је циљ био ослобођење од Турске. Касније, главни утицај у овој организацији преузима Врховни комитет састављен од високих бугарских официра, чији је циљ био прикључење Македоније Бугарској. Због тога све више долази до сукоба између Срба и Бугара. Бугари све више притискају Србе како би их навели да напусте цариградску патријаршију и прикључе се њиховој цркви често користећи убиства као метод убеђивања. На удару су били нарочито свештеници, учитељи и школски настојници.
Од 1897. до 1903. године такве акције не дају очекивани успех. ВМРО је зато желела акцију која ће привући пажњу Европе и убрзати остварење циљева. Зато на Светог Илију 1903. године дижу устанак у Крушеву (тзв. Илиндански устанак) где су већину становништва чинили Власи. Због лоше организације устанак је пропао, а највише је страдало локално становништво, док су се чете из Бугарске повукле. Тада је почео још већи терор Бугара према Србима што је навело Србе да се сами организују.

### Српски комити у Македонији
Прва српска чета је формирана у Београду 29. маја 1903, имала је 8 четника, а командант је био Илија Славе, Србин из Македоније.
У септембру 1903. године основана је у Београду «Српска револуционарна организација» и њен Централни одбор. За председника је изабран др Милорад Гођевац, а за чланове Васа Јовановић, Лука Ћеловић, генерал Јован Атанацковић, Љубомир Давидовић, Голуб Јанић и академик Љубомир Стојановић.
Касније им се прикључио капетан Живојин Рафајловић из Врања, који је до тада самостално организовао пребацивање наоружаних људи у Стару Србију.
У то време, због све већег насиља ВМРО-а, Срби у Старој Србији и Македонији су се и самостално организовали. Мицко Крстић у Поречу, Чича Павле Младеновић и Јован Станојковић-Довезенски у Кумановској кази основали су чете у својим крајевима и први пружили организовани отпор Бугарима.
У Скопљу 1905. године Срби стварају удружење Српска одбрана које је почело са организовањем чета на терену, најпре састављених од мештана који су били под утицајем виђенијих људи и учитеља, а касније су чете формиране и у Србији и пребациване преко границе. Чете су биле различите јачине, а вођа је имао титулу војводе. Формирана су два Горска штаба за територије источно и западно од Вардара. У почетку је то више била ствар приватне иницијативе, јер званично Србија није подржавала ову акцију због противљења великих сила. Касније, све јачи је био утицај српских официра, а од 1905. године руковођење је преузело Министарство иностраних послова.
До 1907. године Срби су створили добру војну организацију, чија је највећа активност била изражена на подручју Скопског и Битољског вилајета. У више борби четници су успели да потисну бугарске чете, тако да су ови задржали упоришта углавном у градовима, јер тамо због присуства турске војске није смело да буде оружаних сукоба. Ипак, одиграло се и више борби са турском војском и наоружаним групама Албанаца, тако да су српске чете и поред великих жртава, успеле да ставе под контролу већи део територије данашње Македоније.
У овим борбама истакло се више војвода. Међу њима најпознатији су били: Мицко Крстић, Јован Бабунски, Глигор Соколовић, Василије Трбић, Јован Долгач, Анђелко Алексић, Крста Трговишки, Илија Јовановић — Пчињски, Лазар Кујунџић, Саватије Милошевић, Коста Пећанац, Ванђел Димитријевић, Тодор Крстић-Алгуњски, Сретен Рајковић-Руднички, Ђорђе Ристић Скопљанче, Војин Поповић — Вук, Војислав Танкосић, Цене Марковић, Раде Радивојевић-Душан Вардарски, Тренко Рујановић, Зафир Премчевић, Јосиф Михаиловић, Павле Блажарић, Емилио Милутиновић, Михаило Јосифовић и Бошко Вирјанац.
Крајем 1907. године дошло је до размимоилажења у четничком покрету. Једна група је хтела да се акцијом руководи из Београда, а друга је била за првенство Скопља. Централни одбор је послао капетана Алимпија Марјановића.
Године 1908, у Турској се десила Младотурска револуција, чије су вође пропагирале једнакост свих становника без обзира на веру. Због тога, под притиском великих сила, дошло је до обуставе четничке акције – до распуштања чета на терену.
У то време је дошло до кризе због анексије Босне и Херцеговине од стране Аустроугарске. Пошто се очекивао рат створени су четнички одреди и распоређени дуж Дрине. Њима су командовали Војислав Танкосић, Војин Поповић — Вук и Јован Бабунски. Тада је створена и организација Народна одбрана са циљем да прикупља добровољце и средства за помоћ Србима у Босни и Херцеговини, али је убрзо под притиском европских сила, њена активност морала да буде обустављена а Србија је била приморана да прихвати анексију.
У јужној Србији и Македонији, Бугари и Албанци су поново почели да врше насиље над Србима. У то време убијени су и војводе Мицко Крстић и Глигор Соколовић. Стање је било такво да је 1911. године поново почело слање чета и пренос оружја, да би се ојачале локалне чете. Пред почетак Првог балканског рата Горски штаб је стављен под команду штаба Прве армије. Четници на терену су организовани да би изазивали пометњу у позадини турске војске. На граници, чете су окупљене у одреде под командом војвода Божина Симића, Војислава Танкосића и Војина Поповића — Вука. Прве борбе и заузимање караула извели су четници. Козјачки одред војводе Вука је учествовао у Кумановској бици и имао је озбиљне губитке. Први је стигао у средње Повардарје и у Азоту (област између Велеса и Прилепа) се спојио са одредом Василија Трбића. Прековардарски одред је учествовао у борбама између Дебра и Кичева, у околини Охрида и у Битољској бици. Након завршетка рата четнички одреди из Србије су распуштени, а локалне чете су и даље водиле борбе са Албанцима и бугарским четама. Четници Василија Трбића су имали значајну улогу у гушењу побуне Албанаца 1913. године на подручју Дебра.

### Четничка заклетва
„Во имја Оца и Сина и Свјатаго Духа, Амин!

Ја _____ заклињем се у Господа Бога

у Господа Сина Исуса Христа и Господа Духа Светога:

Заклињем се у хлеб овај,

заклињем се у крст овај,

заклињем се на нож овај и револвер,

да ћу тачно и свесно, безусловно

испуњавати све наредбе Комитета

које ми се буду дале,

а које иду у корист нашег ослобођења

и уједињења са Мајком Србијом,

а под управом Комитета.

Ако би се намерно огрешио о дату заклетву,

да ме Бог, Крст, Име, Слава и хлеб казне,

а нож и револвер казну изврше. Амин!”
Четничка заклетва први пут је изговорена у Београду 28. априла 1904. године. Комитет у заклетви односи се на Српски револуционарни комитет који је основан 1903. године.

## Нови крајеви после Балканских ратова
Колико је Влада Краљевине полагала на питање безбедности у новим крајевима, може се видети и по томе што је поред војске и полиције одлучила да формира и четири батаљона добровољаца четника за ове крајеве. Мишљење је било да су ови батаљони неопходни, па је одобрено Инспекторату полиције да изврши њихову организацију. Тим поводом, начелник Штаба Врховне команде, ђенерал Живојин Мишић је у Скопљу потписао наредбу о образовању четири батаљона добровољаца четника са привременим седиштима и то – Први батаљон у Св. Николи (Клисели), Други у Приштини, Трећи у Ђевђелији и Четврти у Неготину на Вардару. Било је предвиђено да се попуњавање ових батаљона врши из редова становништва нових крајева. Поред бивших четника хришћана из ових округа, било је предвиђено да се у добровољачке батаљоне примају првенствено Турци и Арнаути који су служили у турској војсци, тако што би задржали чинове које су имали. У ове батаљоне су могли бити примљени чак и бивши турски официри, уколико су за тако нешто изразили жељу. Сви примљени добровољци су били обавезни да положе заклетву краљу Петру по обредима дотичне вероисповести, после чега су потпадали под заштиту српских војних закона и Уредбе о војној дисциплини.

## Четници у Првом светском рату
Пред Први светски рат четници су распоређени у четири одреда: Златиборски, под командом Косте Тодоровића, Јадарски, под командом Војина Поповића, Руднички, под командом Војислава Танкосића и Горњачки, под командом Велимира Вемића. Намењена им је улога командоса. Наступали су као претходница, а у одступању су остајали у непријатељској позадини. Учествовали су у свим значајним биткама до протеривања непријатеља и ослобођења Београда 1914. године. Поједине чете су деловале 1914. године у борбама у источној Босни и допрле у близину Сарајева.
Четнички одреди су имали велике губитке па су преостали четници стављени под команду војводе Вука, почетком 1915. године. У септембру исте године овај одред је упућен на границу где је водио борбе са Бугарима. После слома, одред се са српском војском повукао преко Албаније на Крф. Пошто је био сведен на 450 бораца, одред је попуњен добровољцима и упућен на Солунски фронт. У борбама на Сивој стени и Груништу одред је десеткован, а војвода Вук је погинуо. Преживели четници су после тога распоређени у оперативне јединице. Поред ових одреда, постојале су и неке мање четничке формације међу којима и јединице Јована Бабунског и Цене Марковића, које су 1917. године стављене на располагање француској војсци на Солунском фронту.
После окупације у Црној Гори су формиране мање четничке групе. Деловале су самостално и неповезано. На југу Црне Горе нису успеле да се одрже, као на северу у тешко проходним планинама. На крају рата развиле су озбиљну акцију и разоружале су више аустроугарских јединица. На територији Србије је такође остао један број четника и војних обвезника који су, организовани у мање или веће групе, пружали отпор аустроугарској војсци. То је највише дошло до изражаја у Топлици, Јабланици и Пустој Реци.
Крајем 1916. године, после уласка Румуније у рат, са Солунског фронта је по наређењу Врховне команде, послат у Топлицу војвода Коста Пећанац да организује четничке јединице које би у тренутку пробоја фронта отпочеле акције против окупатора. У исто време, његов задатак је био да спречи превремене акције. Стање је било такво да је народ желео устанак, очекујући скори долазак српске војске. Пећанац је наишао на већ добро организоване јединице, од којих је најбољи био одред под командом Косте Војиновића. До устанка је дошло након одлуке Бугарске да изврши присилну мобилизацију на југу Србије. Пећанац се противио отвореном устанку јер је очекивао одмазду, па је зато сматрао да треба организовати мање акције. Ипак, под утицајем осталих, 21. и 22. фебруара 1917. донета је одлука о почетку устанка, што је на крају прихватио и сам Пећанац. Вође устанка су, поред Пећанца, били и војвода Коста Војиновић, браћа Тошко и Милинко Влаховић, поп Димитрије Димитријевић, Јован Радовић и четовођа Милан Дечански. За неколико дана су ослобођени Куршумлија, Прокупље, Лебане, Блаце и Власотинце, и дошло се надомак Ниша и Лесковца. Устаника је било између 13.000 и 15000, наоружаних углавном пушкама. Окупационе снаге су против четника морали да ангажују три редовне дивизије повучене са фронта, бугарске комитске чете, авијацију и сву полицију, укупно око 52000 људи, одлично наоружаних. И поред јаког отпора дошло је до слома устанка крајем марта 1917. Ипак, са пружањем отпора је настављено све до краја 1917. године. Треба напоменути да је у току гушења устанка вршен невиђен терор од стране окупатора, тако да су жртве процењене на 20000 људи. Најдуже се одржао одред војводе Косте Војиновића. Његови људи су пружали отпор све до 23. децембра 1917. године, односно војводине смрти.
У време приближавања српске и савезничке војске, после пробоја Солунског фронта, четнички покрет је поново ојачао и учествовао у ослобођењу, тако да су неке веће гарнизоне (Пећ, Никшић) заузели управо четници.

### Топлички устанак
У време повлачења, у јесен 1915. године, много српских војника остало је иза непријатељског фронта. Они нису били обучени да стварају организацију. Једино су могли да делују примером, као усамљени одметници. Један од њих, Коста Војиновић, постаће вођа гериле. Одред који је он формирао снажно је утицао на становништво и глас о њему брзо се преносио. Постао је сабирно средиште за многе људе. Мрежа отпора све више се ширила и крајем 1916. године, захватила је јужне крајеве аустроугарског и бугарског окупационог подручја у Србији. Доласком изасланика врховне команде Косте Пећанца крајем 1916. године, устанички покрет се шири.
На састанку у Обилићу, код Бојника, устаничке вође донеле су и одлуку да се 11. фебруара 1917. године објави прокламација о дизању оружаног устанка против бугарско-аустроугарске окупације. Почетком 1917. године, комитским (четничким) одредима обухваћен је простор око река Јабланице, Топлице и Пусте Реке. Све више се прича о подизању устанка. У народу се разгорела нада о побуни, мада је герилским вођама било јасно да је неки већи успех немогуће остварити. Тек стасали младићи просто су се сливали у шуме. Први велики сукоб одиграо се у близини села Блажева, на Копаонику. Комите под командом Косте Војиновића сукобљавају се са једном аустроугарском патролом из Крушевца.
Комитовање је узимало све више маха, а посебно када је бугарска Влада, почетком фебруара 1917. године, наредила мобилизацију српских младића у бугарску војску. То је изазвало отворену побуну. Под притиском народа, герилске вође 24. фебруара покрећу устанак који се шири на све стране. Устаници су ослободили Куршумлију, Прокупље, Лебане, целу Пусту Реку (Бојник са околином), део нишког, врањског и рашког округа.
Одмах се показало да нема довољно оружја за опремање иоле веће устаничке војске. Окупатор у побуњену Топлицу и Јабланицу шаље три дивизије, које су устанак сурово угушиле. Спаљивана су села и од преких судова изрицане смртне пресуде (само у селу Разбојни убијено је око 2.000 људи). У марту је устанак угушен, Коста Војиновић је погинуо, а Коста Пећанац је наставио четовање, проваливши до Босилеграда (тада у Бугарској), кога је спалио. У овом устанку настрадало је око 20.000 српских цивила.

## Међуратни период
Четници су се при стварању Краљевине СХС државе појавили као једна од водећих српских патриотских групација. Четнички ветерани су 1921. године основали Удружење четника за слободу и част отаџбине, чији је циљ било ширење патриотских идеја и пружање помоћи удовицама и сирочади палих четника. Четничка удружења представљала су се као организације без страначког обележја, мада су се фактички налазила у страначкој служби. Удружење четника за слободу и част отаџбине је било под утицајем Демократске странке, па је ривалска Радикална странка почела оснивати супарничке организације. Прорадикалски, великосрпски чланови су се отцепили су се од матичног удружења и 1924. основали »Удружење српских четника за Краља и Отаџбину« и »Удружење српских четника Петар Мркоњић«. Те две организације су се 1925. ујединиле у »Удружење српских четника Петар Мркоњић за Краља и Отаџбину«. Вођа тог удружења све до 1928. био је Пуниша Рачић. Удружење »Петар Мркоњић« мучиле су размирице у вођству и престало је са радом око 1928, да би 1929, након завођења Шестојануарске диктатуре било распуштено. Осим према симпатија за Демократску или Радикалну странку, водећи четници су се делили и по томе да ли су симпатисали Црну или Белу руку. То је подстицало жестоку политичку борбу за власт у обе фракције.
Од 1929. до 1932. председник четничког удружења био је Илија Трифуновић-Бирчанин, а 1934. председник удружења је постао Коста Пећанац. Пећанац је тежио ширењу организације, али се примању новог чланства одупирали четнички ветерани, јер су се нови чланови у четничка удружења укључивали из користољубља. Стога су Трифуновић-Бирчанин и други четнички ветерани основали супарничко Удружење старих четника, које никада није постало озбиљан ривал удружењу из којег је потицало. Насупрот томе, удружење које је водио Пећанац ширило се на велико: 1938. имало је према годишњем извештају више од хиљаду одбора по целој земљи са око петсто хиљада чланова, од људи из српског малограђанства и сељаштва. Удружење никада није укључивала већи број интелектуалаца, и деломично захваљујући томе никад није било у стању развити сопствени политички привлачан програм.
Удружења четника су 1920-их година своју идеологију посуђивали од Организације југословенских националиста или радикалске Српске националистичке омладине. Због своје везаности за режим, удружења четника су такође постала позната због својих антидемократских, антилибералних и антикомунистичких ставова. Удружења четника су у суштини су били помоћна, полувојна снага режима и његовог принудног апарата (војске, жандармерије, полиције) за разрачунавање са политичким противницима великосрпске, односно интегралне југословенске идеологије. Четници су служили за борбу против пробугарских комита, против штрајкача и демонстраната и за растурање политичких зборова уочи избора. Међутим, како је руководство организације било скоро увек корумпирано, а део чланства учлањен из користољубља није ни у ком погледу био одан идеалима и циљевима организације, па њен утицај није никад био сразмеран бројности чланства.

## Четници у Другом светском рату
Брзим сломом Краљевине Југославије, силе Осовине комадају подручје Краљевине Југославије на мања подручја с директном управом додељеном разним савезницима (Мађарској, Бугарској, Румунији, Италији); стварају се нове државе попут Независне Државе Хрватске и Независна Држава Македонија, или се устоличују колаборацијске владе у Словенији, Србији и Црној Гори.
Разбијеност српског етничког простора је пружила окупаторима могућност за брже напредовање и освајање власти. Најтежа ситуација за српски народ је била у оним земљама које су ушле у марионетску творевину Независну Државу Хрватску. У тим крајевима, усташе отворено помажу окупатору и почињу систематски геноцид на српским живљем.
Дана 11. маја 1941. године на Равној Гори настаје Команда четничких одреда Југословенске војске на челу са пуковником Драгољубом Михаиловићем. Људи који су упућивани на одређен терен давали су инструкције и организовали народ. Четничка војна организација је на почетку била заснована дефанзивном ставу према окупатору, територијалној структури и децентрализацији што је изазвала слабост покрета и недисциплину.
Четници Драгољуба Михаиловића су имали велики допринос у разбијању јединственог устаничког фронта, што је за врхунац имало напад на партизане унутар ослобођене територије, у време када и Немци врше офанзиву на Ужичку републику. Након преласка главнине партизанских снага из Србије и Црне Горе у Босну четници су узели учешће у отвореној колаборацији и нападима на партизане.
Део четничких команданата након првих сукоба са Немцима и НДХ склапа уговоре са НДХ и окупатором. Циљ ових уговора је био смањивање репресалија изазваних нападима на Немце и јединице НДХ, па они углавном имају и клаузуле које је требало то да обезбеде. Осим овог циља разлог за сарадњу је наравно била и борба против идеолошких противника — партизана. Тако су са Италијанима сарађивали четници под командом Момчила Ђујића, Доброслава Јевђевића, Илије Трифуновића-Бирчанина, Баја Станишића, Петра Баћовића и Павла Ђуришића. Са представницима НДХ споразуме су потписивали Урош Дреновић, Лазар Тешановић, Раде Радић и други. Са Немцима је још од августа 1941. отворено сарађивао Коста Пећанац, а од краја 1943. и четници Драже Михаиловића су почели да склапају споразуме о ненападању са Немцима, да добијају оружје и учествују у заједничким акцијама против партизана (мада су себе и даље сматрали члановима антихитлеровске коалиције). Крајеви где су четници били надмоћни у великој мери успели да сачувају становништво (Книнска крајина, планина Озрен). Међутим, ова политика сарадње омогућила је концентрацију окупаторских и квислиншких снага на другим подручјима које су били под утицајем партизана (Козара, Грмеч), који су претрпели тешка страдања од Немаца и НДХ уз четничку пасивност и па чак и делимичну сарадњу.
Оба покрета отпора су показивала изразиту нетрпељивост један према другом, па се после слома устанка у Србији 1941. године и масовних репресалија руководство четничког покрета одлучује да промени стратегију. С обзиром да је партизане сматрало продуженом руком Стаљина и Коминтерне који беспотребно изазивају репресалије без изгледа на озбиљнији успех, доноси се одлука да се део јединица легализује као Добровољачка антикомунистичка милиција на подручјима под италијанском контролом, док се у Србији инфилтрирају у Недићеве јединице. На овај начин се хтело да се постигну два циља, да се уз помоћ окупатора уклоне партизани као главни такмац и да се окупирана подручја пацификују до повољног тренутка када треба окренути оружје на окупатора.
Оваква политика није могла да превари окупационе снаге па се све свело на „љубав из користи“. Италијани који су били војно слабији су радије пристајали на ову сарадњу, док је са Немцима ова сарадња теже функционисала. Хитлер у свом писму Мусолинију од 16. фебруара 1943 наводи следеће: Ситуација на Балкану, Дуче, ме веома брине. Колико год било корисно окренути супротстављене снаге једне против других, мислим да је веома опасно све док су обе стране… безусловно сложне око једне ствари…: своје безграничне мржње према Италији и Немачкој… Осећам посебну опасност, Дуче… у начину на који се развија Михаиловићев покрет. Велика количина поверљивих и добро обрађених података које поседујем јасно открива да тај покрет, који је ваљано организован и енергично вођен са политичке тачке гледишта, само чека тренутак у коме ће се окренути против нас… Михаиловић чека да добије оружје и намирнице ради реализације ових планова правећи се да помаже нашим трупама… Разум ме позива, Дуче, да и тебе упозорим на даљи развој такве политике…
До краја 1943. год је и поред повремене сарадње против партизана долазило до сукоба са Немцима што је опет изазивало тешке репресалије над симпатизерима четничког покрета.
Године 1943. у Техерану на конференцији тројице одлучено је да се Михаиловић одбаци као савезник због колаборације са силама Осовине, НДХ и Недићевим режимом, тe истовремено Савезници званично признају партизане као савезничку војску. Напуштени од савезника који су препустили Југославију конкурентском покрету отпора четници улазе у отворену сарадњу са Немцима у покушају да зауставе продор партизана у Србију. Део четника Момчила Ђујића и Доброслава Јевђевића се заједно са Немцима повукао у Словенију. На крају рата је део четничких јединица који није искористио амнестију и ступио у партизанске јединице страдао од партизана, један део од усташа, део је прешао у Италију, а значајан број оних који су успели да се повуку у Аустрију су Енглези вратили у Југославију где је велики део убијен за време и непосредно после рата без суђења.

## Распад Југославије
Политичари као што су Вук Драшковић и Војислав Шешељ су организовали паравојне јединице током ратова на територији бивше СФРЈ и тражили да Срби користе силу да би решили националистичке тензије у Југославији и да би осигурали да територије које су насељавали Срби у другим југословенским републикама остану са Србијом. Током југословенских ратова током распада Југославије, многе српске паравојне јединице су називале себе четницима, а Хрвати и Муслимани (касније Бошњаци) су често у својој пропаганди користили овај израз да дискредитују било сваку српску оружану јединицу, било регуларну или паравојну.
Српски историчар Милан Ст. Протић сматра да се појам четници неоправдано везује за ЈНА и остале паравојне формације приликом распада СФРЈ. По његовим речима, та војска је искључиво партизанска и комунистичка и нема везе за правим четницима односно дражиновцима, како су припадници сами себе звали.

## Занимљивости
- У САД 1943. издане су поштанске марке с ликом Драже Михаиловића, у серији поштанских марака о окупираним земљама.
- Такође у САД за време Другог светског рата су водећи издавачи стрипова издавали приче о четницима:
  - DC Comics: Master Comics, no. 36 (Feb. 1943): "Liberty for the Chetniks" (Captain Marvel Jr.)
  - Timely (касније Marvel): Kid Komics #3 (Sept. 1943)
  - Black Cat No 1 (необјављен) 7. sept. 1945.
- Снимљен је и холивудски филм "Chetniks! The Fighting Guerrillas" (1943) којег је режирао Луис Кинг.

## Галерија
- Милан А. Јовановић Гуловеза из Равног дела. Фотографија припада фонду четника Народног музеја у Лесковцу.
- Стајко И. Николић, Роса И. Николић и Велимир Цветковић, 22. фебруар 1944. године. Фотографија припада фонду четника Народног музеја у Лесковцу.
- Никола Таковић, бивши жандарм. 20. јануар 1948. године. Фотографија припада фонду четника Народног музеја у Лесковцу.